# Lotten Dahlgren
Eva Charlotta (Lotten) Carolina Dahlgren (født 23. april 1851 i Stockholm, død 14. januar 1934 i Djursholm) var en svensk forfatterinde, datter af F.A. Dahlgren.
Lotten Dahlgren redigerede i en årrække tidsskriftet "Dagny" og udgav Ransäter, värmlandska släktminnen från 1800-talets förra hälft (1905, flere oplag), hvori hun giver en interessant skildring af faderens ungdom og hans kreds. Den efterfulgtes af flere lignende: Ur Ransäters familjarkiv (1907), En svensk herrgårdssläkt (1909). Hun har desuden udgivet faderens Viser med en biografi af ham (1896).